# Мігунова Олена Сергіївна
Мігунова Олена Сергіївна (нар. 2 травня 1928 року, Харків  —  19 лютого 2021) — український вчений в галузі лісівництва, доктор сільськогосподарських наук, професор Харківського аграрного університету (1999–2000), провідний науковий співробітник лабораторії екології лісу Українського науково-дослідного інституту лісового господарства та агролісомеліорації імені Г. М. Висоцького. Академік Лісівничої академії наук України (ЛАНУ).

## Біографія
Народилася 2 травня 1928 року в Харкові. 1951 року закінчила Московський державний університет за спеціальністю ґрунтознавство, кваліфікація — «Науковий працівник в галузі біолого-ґрунтознавчих наук, викладач вищого навчального закладу, вчитель середньої школи». У 1959 році спочатку працює старшим науковим співробітником лабораторії лісового ґрунтознавства Українського науково-дослідного інституту лісового господарства і агролісомеліорації (УкрНДІЛГА); пізніше — провідним науковим співробітником. У 1975 році в Харківському сільськогосподарському інституті ім. В. В. Докучаєва захистила докторську дисертацію за спеціальністю — лісознавство, захисне лісорозведення. З 1976 року провідний науковий співробітник лабораторії екології лісу, з 2010 року — головний науковий співробітник лабораторії. Вчене звання професора присвоєно у 2002 році в УкрНДІЛГА. У 1999–2000 роках була професором Харківського аграрного університету, викладала лісову типологію та ґрунтознавство. Загальний науково-педагогічний стаж становить 50 років.
Під керівництвом професора Мігунової О. С. захищено 2 кандидатські дисертації: Біпур Л. М. «Оцінка лісорослинного потенціалу луків заплави середньої течії Сіверського Дінця при лісомеліорації її агроландшафтів».

## Наукові праці
Головними цілями наукових досліджень професора Мігунової О. С. є: лісорослинні особливості ґрунтів; лісопридатність засолених ґрунтів, можливість створення на них захисних і озеленювальних насаджень; кількісне обґрунтування лісотипологічної класифікаційної моделі (едафічної сітки), її застосування в різних галузях природознавчих і аграрних наук; втрачені дані з історії лісівничої типології і генетичного ґрунтознавства.
За роки наукової та педагогічної діяльності професор Мігунова О. С. видала понад 230 наукових, науково-популярних та навчально-методичних робіт:
1. (рос.) Мигунова Е. С. Методические указания по почвенно-лесотипологическому обследованию засоленных земель. — Харьков: МЛХ УССР, 1974. — 2,25 д.а.
2. (рос.) Мигунова Е. С. Лесонасаждения на засоленных почвах. — М.: Лесная промышленность, 1978. — 10,0 д.а.
3. (рос.) Мигунова Е. С. Леса и лесные земли (количественная оценка взаимосвязей). — М.: Экология, 1993. — 23 д.а.
4. (рос.) Мигунова Е. С. Лесоводство и почвоведение (исторические очерки). — М.: Экология. — 1994. — 15,5 д.а.
5. (рос.) Мигунова Е. С. Лесоводство и естественные науки (ботаника, география, почвоведение); 1-ое изд. — Харьков: Майдан, 2000. — 35,6 п.л.; 2 изд. — М.:МГУЛ, 2007. — 37 д.а.
6. (рос.) Мигунова Е. С. Лесотипологическая классификация — модель внутризонального разнообразия природы и дифференциации природной среды по ее биопотенциалу // Лісівництво і агролісомеліорація. — 2004. — Вип. 106. — С. 15-26.
7. Мігунова О. С., Ткач В. П. Система територіальних типологічних таксонів як основа організації лісогосподарського виробництва // Лісівництво і агролісомеліорація. — Харків, 2006, вип. 110. — С.3-9.
8. Мігунова О. С., Стадник А. П. Удосконалення агротехніки і розширення асортименту порід для насаджень на засолених і піщано-черепашкових ґрунтах Півдня України на лісотипологічній основі // Лісівництво і агролісомеліорація. — 2006. — Вип. 110. — С. 120–124.
9. (рос.) Мигунова Е. С. 100-летие оформления лесной типологии в особую отрасль лесоводства // Лесной вестник. — 2007. — № 4. — С. 60-67.
10. (рос.) Мигунова Е. С., Гладун Г. Б. В. В. Докучаев и лесоводство. 1 изд. — М.: МГУЛ, 2009. — 395 с., 2 изд. — Суми: СНАУ, 2010. — 433 с.
11. (рос.) Мигунова Е. С. Достижения и проблемы украинской школы лесной типологии. — Харьков: Новое слово, 2012. — 102 с.

## Нагороди
За значні наукові здобутки 2008 року Олена Сергіївна отримала звання «Почесний лісівник України». Про її життєвий шлях і трудові здобутки надрукована низка статей у вітчизняних виданнях.